# Малиновский, Павел Петрович (архитектор)
Па́вел Петро́вич Малино́вский (24 апреля (6 мая) 1869, Нижний Новгород — 12 октября 1943, Москва) — русский и советский архитектор, государственный деятель. Народный комиссар имуществ РСФСР с марта по июль 1918 года.

## Биография
Родился 24 апреля (6 мая) 1869 года в Нижнем Новгороде в многодетной семье отставного солдата-кантониста, работавшего преподавателем грамоты, конторщиком, корректором в типографии и регентом хора. С 1879 года учился в Нижегородском реальном училище, одновременно подрабатывал, помогая семье — давал уроки, занимался резьбой и копированием чертежей. В 1887 году окончил училище с отличием и в том же году поступил в Петербургский институт гражданских инженеров. В институте участвовал в студенческом политическом движении, увлёкся марксистским учением. Окончил институт в 1892 году с золотой медалью и был командирован на государственную службу архитектором в Петербуржский порт. Однако, в связи с отказом принять присягу «на верность престолу», был уволен и выслан из столицы в Кологрив.
В 1893 году вернулся в Нижний Новгород и устроился архитектором в городскую управу. Началом архитектурной практики Малиновского стало наблюдение за строительством в Нижнем Новгороде здания городского театра по проекту столичного архитектора и преподавателя ПИГИ В. А. Шрётера. Для качественного исполнения проекта Шрётера Малиновский организовал курсы, где обучал местных маляров, лепщиков, штукатуров и столяров; внёс ряд предложений по изменению проекта, которые были приняты и реализованы. Вскоре Малиновского стали привлекать и к другим архитектурным проектам: он занимался работами по реконструкции Дмитровской башни Кремля и принял участие в строительстве ряда сооружений на Всероссийской выставке 1896 года. Первой крупной самостоятельной работой П. П. Малиновского стало проектирование здания электростанции, которое одновременно использовалось как вестибюль Похвалинского фуникулера. Им построены ряд зданий в Сормово Нижегородской губернии: Спасо-Преображенский собор (1900—1903); Клуб инженеров и служащих Сормовского завода (1905); Жилой трехэтажный дом служащих Сормовского завода (1904); Церковно-приходская школа церкви св. Александра Невского (1902—1904); Заводоуправление Сормовского завода (1902); Два жилых дома для рабочих Сормовского завода (1927). Автор проекта Народного дома Коновалова (Дворца культуры, ныне Культурного центра в Вичуге).
Член ВКП(б) с 1904 года. В 1908 году переехал в Москву. Работал помощником архитектора М. К. Геппенера, участвовал в строительстве сооружений московского трамвая. После октябрьской революции в 1917-1919 гг. возглавлял комиссию Моссовета по охране памятников искусства и старины, работал гражданским комиссаром Кремля. В 1918 году исполнял обязанности наркома государственных имуществ Республики.
С 1921 года работал в Госплане, затем в различных строительных организациях, возглавлял Управление городского и сельского строительства Комгосоора. В конце 1920-х — начале 1930-х годов состоял в комиссии по стандартизации Совета Труда и Обороны, где занимался выработкой общесоюзных норм и технических условий строительного проектирования. Жил в Москве, в Трубниковском переулке, 19.
Умер в Москве 12 октября 1943 года. Прах в колумбарии Новодевичьего кладбища (старая территория; секция 67, ниша 4-4).

## Проекты и постройки
- Наблюдение за строительством городского театра, по проекту В. А. Шрётера (1894—1896, Нижний Новгород, Большая Покровская улица, 13), ныне — Нижегородский государственный академический театр драмы имени М. Горького[1];
- Комплекс зданий колонии для душевнобольных (1899—1908, Нижний Новгород, Ляхово, улица Кащенко, 12а), ныне — Нижегородская областная психоневрологическая больница № 1)[8];
- Доходный дом Главного Управления уделов (1912—1913, Москва, Трубниковский переулок, 19)[2];
- Доходный дом Н. К. Кусевицкой (1914—1915, Глазовский переулок, 7). В 1950 году на фасаде была установлена мемориальная доска с текстом «Дом построен по проекту архитектора Павла Петровича Малиновского. 1914—15 гг.»[2];
- Спасо-Преображенский собор (1900—1903, Нижний Новгород, Щербакова улица, 13а), ныне — действующий храм.
- Клуб инженеров и служащих Сормовского завода (1905, Нижний Новгород, Коминтерна улица, 166), ранее назывался гортеатр; был домом пионеров; работал в нём народный театр; был домом досуга детей; ныне — административное здание с минимаркетом на 1 эт.
- Жилой трёхэтажный дом служащих Сормовского завода (1904, Нижний Новгород, Ефремова улица, 1) до 1990-х был жилым домом; ныне — административное здание с офисами и магазинами.
- Церковно-приходская школа в селе Сормове Балахнинского уезда (1902—1904, Нижний Новгород, Коминтерна улица, 175), ранее «школа Баррикад»; 82 школа; ныне — межшкольный учебный комбинат Сормовского района Нижнего Новгорода.
- Заводоуправление Сормовского завода (1901—1902, Нижний Новгород, Баррикад улица, 1), ныне — заводоуправление завода Красное Сормово.
- Доходный дом (1899—1900, Нижний Новгород, Заводский парк улица, 2), ранее размещался ДОСАФ, ныне — заброшено и разрушается.

## Семья
Супруга Елена Константиновна Малиновская (1875—1942), общественный и театральный деятель, комиссар московских театров, директор Большого театра в 1920, 1921—1924, 1930—1935 годах. Близкий друг М. Горького. Она была комиссаром театров Моссовета, а в 1920—1924 и 1930—1935 годах — директором Большого театра. Вместе с архитектором похоронена его дочь Малиновская Елена Павловна (1899—1987), журналист.